# Placówka Straży Celnej „Chośnica Leśniczówka”

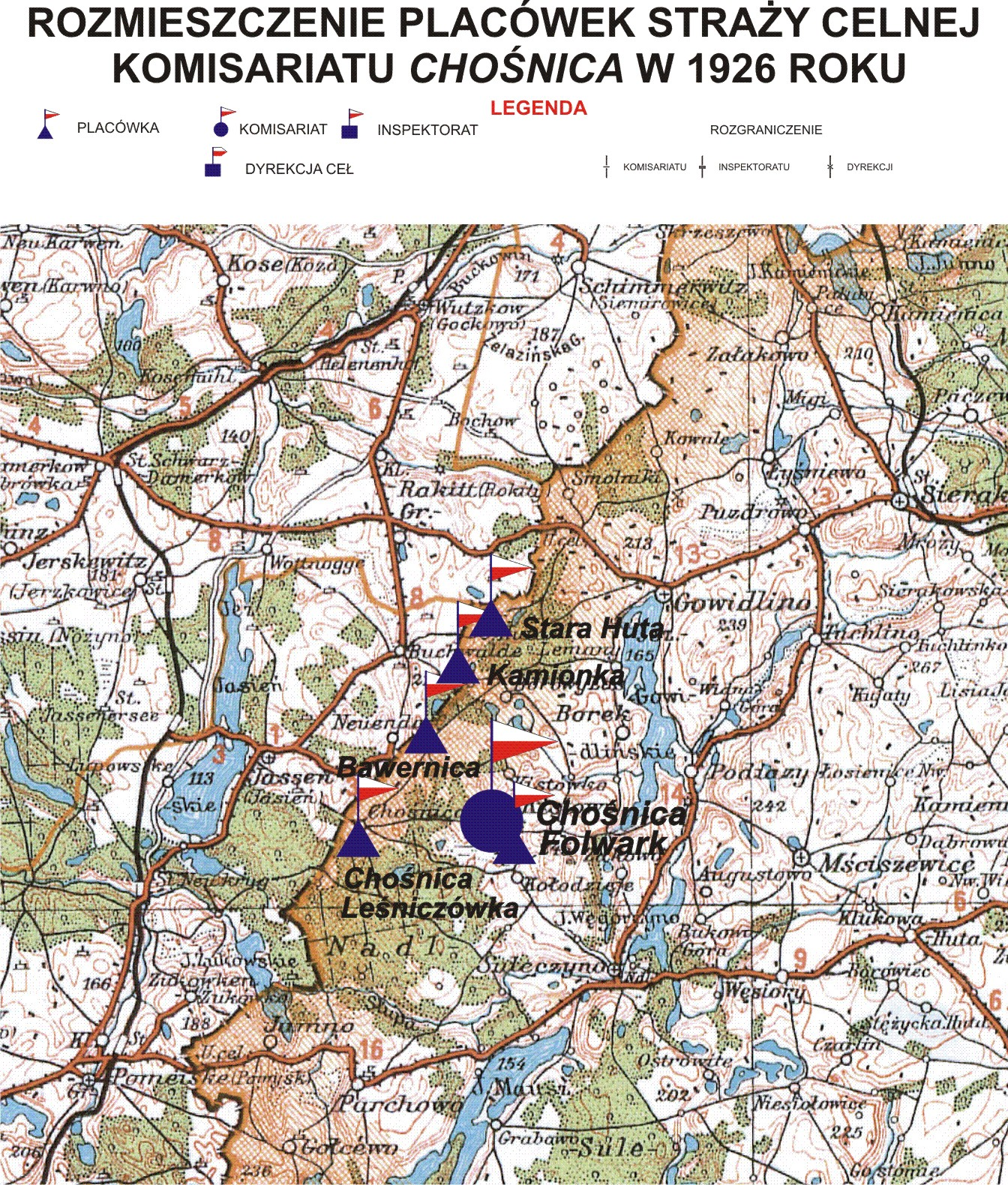
Rozmieszczenie placówek Straży Celnej Komisariatu Chośnica

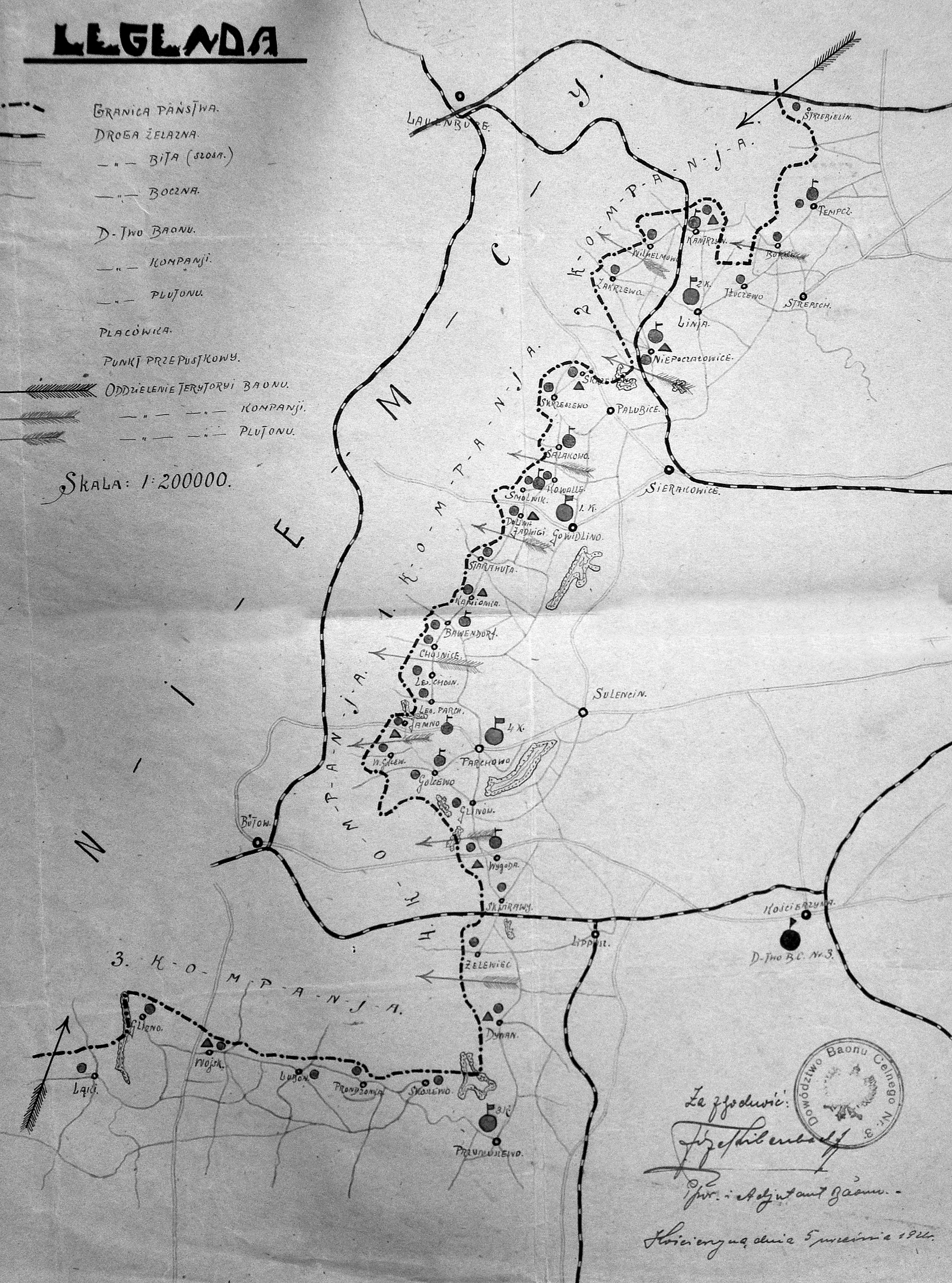
Rozmieszczenie pododdziałów
3 batalionu celnego w 1921 roku.

Placówka Straży Celnej „Chośnica Leśniczówka” – jednostka organizacyjna Straży Celnej pełniąca w okresie międzywojennym służbę ochronną na granicy polsko-niemieckiej.

## Formowanie i zmiany organizacyjne
Na wniosek Ministerstwa Skarbu, uchwałą z 10 marca 1920 roku, powołano do życia Straż Celną. Od połowy 1921 roku jednostki Straży Celnej rozpoczęły przejmowanie odcinków granicy od pododdziałów Batalionów Celnych. W 1921 roku w Gowidlinie stacjonował sztab 1 kompanii 3 batalionu celnego. 1 kompania celna wystawiła między innymi placówkę w Chośnicy. W 1922 roku w Gowidlinie stacjonował sztab 2 kompanii 17 batalionu celnego. 2 kompania celna wystawiła między innymi placówkę w Chośnicy. Proces tworzenia Straży Celnej trwał do końca 1922 roku. Placówka Straży Celnej „Chośnica Leśniczówka” weszła w podporządkowanie komisariatu Straży Celnej „Chośnica” z Inspektoratu SC „Kościerzyna”.
W drugiej połowie 1927 roku przystąpiono do gruntownej reorganizacji Straży Celnej. W praktyce skutkowało to rozwiązaniem tej formacji granicznej. Ochronę północnej, zachodniej i południowej granicy państwa przejęła powołana z dniem 2 kwietnia 1928 roku Straż Graniczna.
Rozkazem nr 2 z 19 kwietnia 1928 roku w sprawie organizacji Pomorskiego Inspektoratu Okręgowego dowódca Straży Granicznej gen. bryg. Stefan Pasławski określił strukturę organizacyjną komisariatu SG „Sierakowice”. Placówka Straży Granicznej I linii „Chośnica” znalazła się w jego strukturze.

## Służba graniczna
Sąsiednie placówki
- placówka Straży Celnej „Chośnica Folwark” ⇔ placówka Straży Celnej „Jamno” – 1926[10]

## Funkcjonariusze placówki
Kierownicy placówki
| stopień  | imię i nazwisko, numer    | okres pełnienia służby | kolejne stanowisko |
| -------- | ------------------------- | ---------------------- | ------------------ |
| strażnik | Stanisław Marchwiak (724) | był w 1926             |                    |

Obsada personalna placówki w 1926:
- strażnik Stanisław Marchwiak (724)
- starszy strażnik Antoni Kachlicki (1868)